# Letteratura olandese
Come per altre tradizioni letterarie, la letteratura olandese non riguarda solo i Paesi Bassi. Gli autori di lingua olandese non sono necessariamente olandesi, poiché la letteratura olandese è o era prodotta anche in altre regioni di lingua olandese, come il Belgio, il Suriname, i Caraibi olandesi, le Fiandre francesi, il Sudafrica e le ex Indie Orientali Olandesi (oggi Indonesia). Nelle sue prime fasi, per letteratura olandese si intendono quei testi letterari scritti in uno dei dialetti olandesi dei Paesi Bassi. Prima del diciassettesimo secolo non esisteva uno standard linguistico unificato; i dialetti considerati olandesi rappresentarono un'evoluzione dell'antico francone che si verificò intorno al V secolo d.C.

## Origini (500-1550)
Il primo testo scritto in lingua olandese risale alla fine dell'XI secolo. Si tratta della famosa probatio pennae Hebban olla vogala:

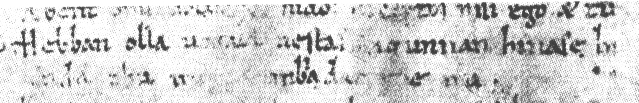
Particolare del manoscritto contenente le prime parole scritte in olandese, "Hebban olla vogala"

hebban olla vogala nestas hagunnan
hinase hic enda thu
wat unbidan we nu
("Tutti gli uccelli hanno cominciato il loro nido
tranne io e te.
Che cosa aspettiamo ancora?")
Nelle prime fasi di formazione della lingua olandese era presente un elevato grado di mutua comprensibilità con quelli che oggi chiamiamo dialetti della lingua tedesca, tanto che alcuni frammenti e autori sono considerati appartenenti all'una e all'altra lingua. Tra gli esempi ci sono il Wachtendonk Psalms del IX secolo, una traduzione in basso francone occidentale di alcuni Salmi, e il poeta del XII secolo Hendrik van Veldeke, considerato appartenente alla letteratura sia olandese sia tedesca.
Nella letteratura olandese delle origini la poesia era la forma di espressione letteraria predominante. Nei Paesi Bassi, come nel resto dell'Europa, romanzo cortese e poesia erano generi popolari nel Medioevo. Uno dei Minnesanger era il già menzionato Van Veldeke. Un altro genere popolare era l'epica cavalleresca, un ciclo di romanzi il cui protagonista spesso era Re Artù o Carlo Magno.
L'enfasi politica e culturale a quell'epoca era sulle province meridionali, quindi la maggior parte delle opere trasmesse dal Medioevo furono scritte in dialetti meridionali, come il limburghese, il fiammingo e il brabante. Il primo scrittore olandese conosciuto con il suo nome è un poeta del XII secolo, Hendrik van Veldeke della contea di Loon (nato nel 1150, morto dopo il 1184). Van Veldeke scrisse poesie di tipo cortese (poesia amorosa), agiografie e romanzi epici.
Beatrice di Nazareth (1200-1268) fu la prima scrittrice di prosa in lingua olandese che conosciamo, autrice del famoso trattato "Le sette vie dell'amore".
Molte opere epiche in lingua olandese giunte fino a noi, specialmente i romanzi cortesi, sono copie o derivazioni di opere precedenti tedesche o francesi, ma ci sono esempi di opere veramente originali (come l'anonimo Karel ende Elegast) e anche opere in lingua olandese che ispirarono versioni in altre lingue (come il morality play Elckerlijc, da cui derivò Everyman). Un altro genere popolare nel Medioevo era la favola: la favola più elaborata prodotta dalla letteratura olandese è un ampio adattamento del racconto Roman de Renart, Vanden vos Reynaerde ("Romanzo di Renart"), scritto intorno al 1250 da una persona che ci è nota come Willem.
Fino al tredicesimo secolo, la produzione letteraria in Middelnederlands (olandese medio) era legata soprattutto all'aristocrazia e all'ordine monastico, aveva la funzione di registrare le tradizioni della cavalleria e della religione e solo in minima parte era diretta al grosso della popolazione. Alla fine del XIII secolo nella letteratura olandese si verificò un cambiamento. Le città fiamminghe e olandesi cominciarono a prosperare e ad affermare la loro supremazia commerciale sul Mar del Nord e ottennero privilegi che comportavano quasi l'indipendenza politica. Con questa libertà ebbe origine un nuovo tipo di espressione letteraria.

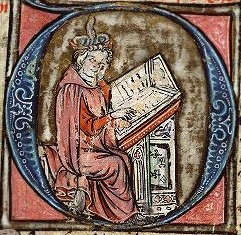
Jacob van Maerlant

Il rappresentante più importante di questo nuovo sviluppo fu Jacob van Maerlant (~1235–~1300), uno studioso fiammingo la cui attività professionale si svolse per alcuni anni in Olanda. Le sue opere chiave sono Der Naturen Bloeme ("I fiori della natura", circa 1263), una collezione di discorsi morali e satirici diretti a tutte le classi della società, e De Spieghel Historiael ("Lo specchio della storia", circa 1284). Van Maerlant si colloca sulla linea di divisione culturale tra le province settentrionali e quelle meridionali. Fino a quel momento le province settentrionali avevano prodotto opere di poco valore e la situazione rimase così fino a quando la caduta di Anversa durante la Guerra degli ottant'anni spostò l'attenzione su Amsterdam.
Al tardo XIV secolo risale il poema anonimo Beatrijs.
Il frate di Bruxelles Jan van Ruisbroek (1293/4–1381), beatificato nel 1908, è considerato il padre della prosa olandese: seguendo l'esempio di Beatrice di Nazareth, Euysbroeck trasse la prosa dal mondo economico e politico e la usò per scopi letterari, scrivendo sermoni ricchi di riflessioni mistiche.
Intorno al 1440, nacquero le gilde letterarie chiamate rederijkerskamers ("Camere di retorica"). Queste gilde, i cui membri si definivano Rederijkers o "Retori", erano quasi in tutti i casi formate da elementi della classe media e si opponevano alle idee e tendenze aristocratiche. Di queste camere, le prime erano quasi esclusivamente impegnate nella preparazione di mystery play e miracle play per il popolo. Presto la loro influenza crebbe a tal punto che nessun festival o nessuna processione poteva svolgersi in città senza il patrocinio della Camera. Le rappresentazioni delle Camere raramente trattavano di personaggi storici o perfino biblici, ma solo con astrazioni allegoriche e morali ed avevano un carattere didattico. Tra gli esempi più famosi di teatro Rederijker ci sono Mariken van Nimwegen ("Maria di Nimega") ed Elckerlijc (tradotto in inglese: Everyman).
Verso la fine di questa prima fase della letteratura olandese, Anna Bijns (circa 1494–1575) si pone come una figura di transizione. Bijns era un'insegnante e suora laica di Anversa che si dedicò alla fede e al personaggio di Lutero. Il suo primo volume di poesia (1528) fa solo un accenno ai luterani e mette al centro la sua personale esperienza di fede, ma in quello del 1538 ogni pagina è occupata da un'invettiva contro di loro. Con gli scritti di Anna Bijns si chiude il periodo dell'olandese medio (Middelnederlands) e comincia l'olandese moderno (vedi anche Storia della lingua olandese).

## Il Rinascimento e l'Età d'oro (1550–1670)
I primi effetti della Riforma protestante si manifestarono nella letteratura olandese in una collezione di traduzioni di Salmi, stampata ad Anversa nel 1540 con il titolo Souter-Liedekens ("Canti del Salterio"). Per le congregazioni protestanti nel 1566 Jan Utenhove diede alle stampe un volume dei Salmi e fece il primo tentativo di traduzione in olandese del Nuovo Testamento. Un tono molto diverso avevano i canti di battaglia dei Riformatori, i canti dei Geuzen. Il famoso libro di canti del 1588, Een Geusen Lied Boecxken ("Un libro di canti Geuzen"), era caratterizzato da una forte ispirazione eroica.
Filips van Marnix, signore di Sint-Aldegonde (1538–1598) fu una delle guide spirituali nella guerra d'indipendenza olandese e un amico intimo di Guglielmo I d'Orange. A Marnix vengono attribuiti Het Wilhelmus, l'attuale inno nazionale olandese, e un'apologia delle azioni del Principe composta intorno al 1568. Il suo capolavoro è Biëncorf der Heilige Roomsche Kercke (Alveare della Santa Romana Chiesa) del 1569, una satira sulla Chiesa cattolica Romana. Marnix trascorse l'ultimo anno della sua vita preparando una versione olandese della Bibbia, tradotta direttamente dall'originale; al momento della sua morte solo la Genesi era completata. Nel 1619 il Sinodo di Dordrecht affidò l'opera incompleta a quattro teologi, che la portarono a compimento. Questa traduzione costituì il punto di partenza della Statenvertaling, o "Traduzione di stato", una traduzione completa della Bibbia in olandese ordinata dal Sinodo. Perché fosse comprensibile a tutti gli olandesi, la Statenvertaling incluse elementi di tutti i principali dialetti olandesi e così diventò la pietra angolare dell'olandese standard moderno.
Dirck Volckertszoon Coornhert (1522–1590) fu il primo vero umanista dei Paesi Bassi. Nel 1586 scrisse il suo capolavoro, lo Zedekunst ("Arte dell'Etica", 1586), un trattato filosofico in prosa. L'umanesimo di Coornhert unisce la Bibbia, Plutarco e Marco Aurelio in un unico grande sistema di etica.
In questo periodo il terremoto religioso e politico nei Paesi Bassi aveva portato all'Atto d'Abiura del 26 luglio 1581, la dichiarazione di indipendenza dal Regno di Spagna di Filippo: il re Filippo II di Spagna fu deposto e iniziò una lotta di ottant'anni per confermare quella dichiarazione. Il risultato fu che le province meridionali, alcune delle quali avevano appoggiato la dichiarazione, furono separate dalle province settentrionali e rimasero sotto il dominio spagnolo. Alla fine questa situazione portò alla formazione degli stati attuali: Belgio (sud) e Paesi Bassi (nord). Dopo che Anversa cadde nelle mani degli Spagnoli nel 1585, Amsterdam diventò il centro della cultura e della letteratura mentre l'intelligentsia fuggì nel nord. Questo significò una rinascita culturale nel nord e, allo stesso tempo, un brusco declino nel sud per quanto riguarda il livello della letteratura olandese. Il nord ricevette un impulso culturale e intellettuale, mentre nel sud l'olandese fu ampiamente sostituito dal francese come lingua della cultura e dell'amministrazione.

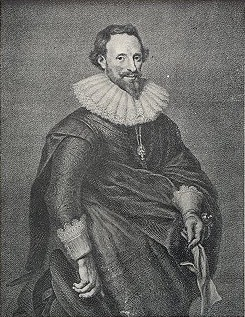
P.C. Hooft

Ad Amsterdam si formò un circolo di poeti e drammaturghi intorno alla figura del mecenate Roemer Visscher (1547–1620), che poi sarebbe diventato famoso come Muiderkring ("Circolo di Muiden"), dal nome della residenza del suo membro più importante, Pieter Corneliszoon Hooft (1581–1647), autore di poesia pastorale e lirica e di opere storiche. Dal 1628 al 1642 Hooft si dedicò alla scrittura del suo capolavoro, le Storie Neerlandesi. Stilisticamente Hooft era un purista, ispirandosi (per la prosa) a Tacito. Hooft è considerato uno dei più grandi storici non solo dei Paesi Bassi, ma di tutta l'Europa. La sua influenza nel creare uno standard per la lingua del suo paese è considerata enorme, poiché molti scrittori si conformarono al modello stilistico e grammaticale da lui creato. Altri membri del suo Circolo erano la figlia di Visscher, Tesselschade (1594–1649, poesia lirica) e Bredero (1585–1618, opere teatrali romantiche e commedie), la cui opera più famosa è Il Brabantino Spagnolo, una satira sui rifugiati che arrivavano dalle province spagnole del sud. Un poeta versatile che ebbe pochi contatti con il Circolo di Muiden fu il diplomatico Constantijn Huygens (1596–1687), forse meglio conosciuto per i suoi arguti epigrammi. Huygens aveva uno stile brillante e vivace. Legata a Bredero fu l'opera del medico ribelle di Amsterdam Willem Godschalck van Focquenbroch (1630-1674)

Ritratto di Joost van den Vondel (1665)

Il più famoso di tutti gli scrittori olandesi è il drammaturgo e poeta Joost van den Vondel (1587–1679), che scrisse soprattutto tragedie storiche e bibliche. Nel 1625 pubblicò quello che sembrava un innocente studio dell'antichità, la sua tragedia Palamede, o l'innocenza assassinata, che però era un velato tributo a Johan van Oldenbarnevelt, il Gran Pensionario della Repubblica, condannato a morte nel 1618 per ordine dello stadtholder Maurizio di Nassau. In una settimana Vondel diventò lo scrittore più famoso dei Paesi Bassi e per i dodici anni successivi, fino all'insediamento dello stadtholder Frederick Henry, dovette lottare faccia a faccia con i calvinisti di Dordrecht. Nel 1637, in occasione dell'apertura di un nuovo teatro di Amsterdam, Vondel scrisse un’opera che viene ricordata come uno dei grandi capolavori della storia della letteratura olandese: Gysbreght van Aemstel, un'opera teatrale su un personaggio storico locale, ispirata all'Eneide, tuttora rappresentata nei teatri moderni. Nel 1654 Vondel pubblicò quella che è considerata la sua opera migliore, la tragedia di Lucifero, da cui trasse ispirazione Milton. Vondel è considerato un esempio tipico di intelligenza e immaginazione olandesi espresse al massimo livello.
Una scuola simile a quella di Amsterdam sorse a Middelburg, la capitale della Zelanda, sotto la guida di Jacob Cats (1577–1660). Con Cats la caratteristica tipicamente olandese della riflessione, lo spirito utilitario e didascalico raggiungono i vertici della fluidità di stile e della popolarità. Nella prima parte della sua vita Cats produsse la maggior parte dei suoi scritti, le poesie didascaliche, il Maechdenplicht ("Dovere delle fanciulle") e il Sinne- en Minnebeelden ("Immagini di Allegoria e Amore"). Nel 1624 Cats si trasferì da Middelburg a Dordrecht, dove pubblicò la sua opera etica intitolata Houwelick ("Matrimonio"), a cui seguì un'intera serie di opere morali. Cats è considerato da alcuni un po' noioso e prosaico, ma la sua popolarità nella classe media olandese è sempre stata immensa. 
Come nella coeva letteratura inglese, le forme predominanti di letteratura prodotte in questa epoca furono la poesia e il dramma, con Coornhert (filosofia) e Hooft (storia) a rappresentare le principali eccezioni. In un altro genere di prosa, Johan van Heemskerk (1597–1656) fu alla guida di una nuova moda arrivata dalla Francia: il romanzo sentimentale. Nel 1637 Heemskerk scrisse Batavische Arcadia ("Arcadia batava"), il primo romanzo olandese originale, a quel tempo estremamente popolare e molto imitato. Un altro esponente di questo genere fu Nikolaes Heinsius, il cui Mirandor (1675) somiglia al posteriore Gil Blas di Lesage.
Il periodo dal 1600 al 1650 vide fiorire la letteratura olandese. In questo periodo i nomi dei grandi genî letterari diventarono noti al pubblico per la prima volta e il vigore e la grazia dell'espressione letteraria giunsero ai massimi livelli. Però ci furono tre uomini dotati di un talento eccezionale che vissero molto a lungo: all'ombra di Vondel, Cats e Huygens nacque una nuova generazione che sostenne la grande tradizione fino al 1670 circa, quando si verificò un rapido declino.

## Declino (1670–1795)
Diversamente dalla letteratura inglese, dove il periodo augusteo e l'Illuminismo conservarono l'alto livello della età giacobiana, la letteratura olandese del XVIII secolo vide soprattutto timidi, formalistici, sempre più flebili ritorni di temi e forme del Secolo d'oro. Dopo la grande divisione dei Paesi Bassi in Repubblica delle Sette Province Unite e Paesi Bassi spagnoli, formalizzata nella Pace di Vestfalia (1648), la "letteratura olandese" significò quasi esclusivamente "letteratura repubblicana", perché sotto i governanti del sud la lingua olandese cadde in declino. Un'eccezione importante fu lo scrittore di Dunkerque Michiel de Swaen (1654–1707), che autore di commedie, opere morali e poesia biblica. Nel 1662 l'Inghilterra vendette Dunkerque alla Francia e così De Swaen è anche il primo importante scrittore franco-fiammingo.

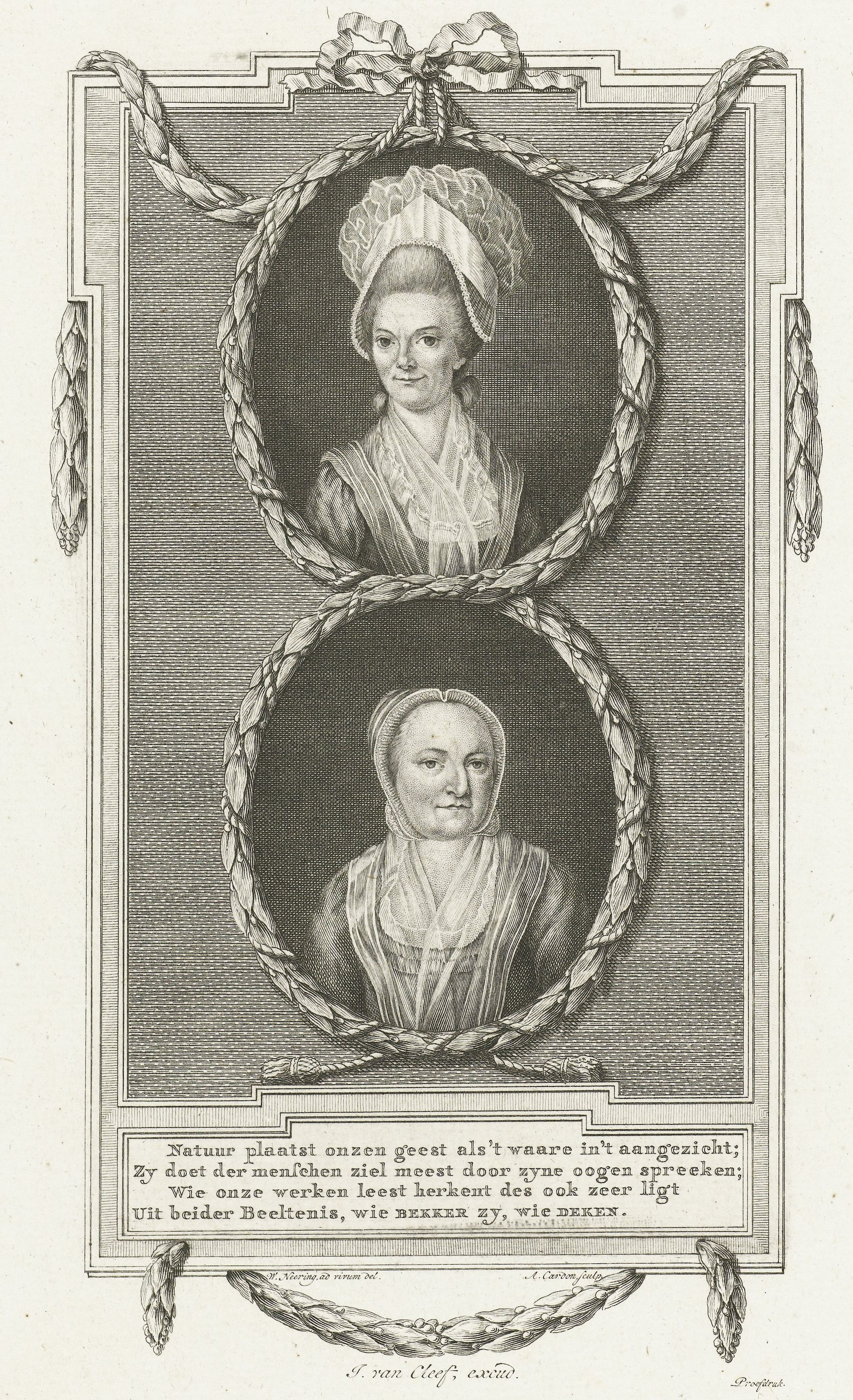
Betje Wolff (in alto) e Aagje Deken.

Dopo la morte di Vondel, il teatro olandese cadde in declino. I drammaturghi dell'epoca seguivano il modello francese di Corneille e di altri, guidati da Andries Pels (morto nel 1681). I poeti di quest'epoca si limitarono a un'abile ripetizione dei modelli rappresentati dai predecessori, con l'unica eccezione di Jan Luyken (1649–1712). In questa fase di dissoluzione dello stile poetico, solo uno scrittore fece rivivere l'interesse per la letteratura. Justus van Effen (1684–1735) era nato a Utrecht e fu influenzato dagli emigrati ugonotti che si erano rifugiati nella Repubblica dopo la revoca dell'Editto di Nantes nel 1685. Per gran parte della sua carriera letteraria Van Effen scrisse in francese ma, influenzato da una visita a Londra, dove il Tatler e The Spectator cominciavano a essere popolari, dal 1731 cominciò a pubblicare la sua rivista Hollandsche Spectator, che però alla sua morte nel 1735 chiuse i battenti. Ciononostante, molti considerano le opere che Van Effen scrisse negli ultimi quattro anni della sua vita l'eredità più preziosa della letteratura olandese del XVIII secolo.
L'anno 1777 è considerato un punto di svolta nella storia delle lettere dei Paesi Bassi. È in quell'anno che Elizabeth “Betje” Wolff (1738–1804), una vedova di Amsterdam, convinse la sua amica Agatha “Aagje” Deken (1741–1804), una governante povera ma intelligente, a cambiare vita e vivere con lei. Le due donne vissero e scrissero insieme per quasi trent'anni. Nel 1782, in parte ispirate da Goethe, pubblicarono il loro primo romanzo, Sara Burgerhart, che ricevette un'accoglienza entusiastica. Altre due romanzi meno fortunati uscirono prima che la Wolff e la Deken scappassero dalla Francia, il loro Paese di residenza, perché perseguitate dal Direttorio.
Gli ultimi anni del XVIII secolo videro il declino della Repubblica in tutti i campi, anche nell'arte e nel contesto politico internazionale, soprattutto a causa delle lotte interne che indebolivano il governo, ma furono segnati da un generale risveglio di energia intellettuale. Il movimento romantico nato in Germania si fece sentire profondamente in tutti i settori della letteratura olandese e il lirismo tedesco occupò il posto che finora era appartenuto al classicismo francese, mentre il Paese cedeva davanti all'espansionismo francese (vedi anche Storia dei Paesi Bassi).

## Il XIX secolo

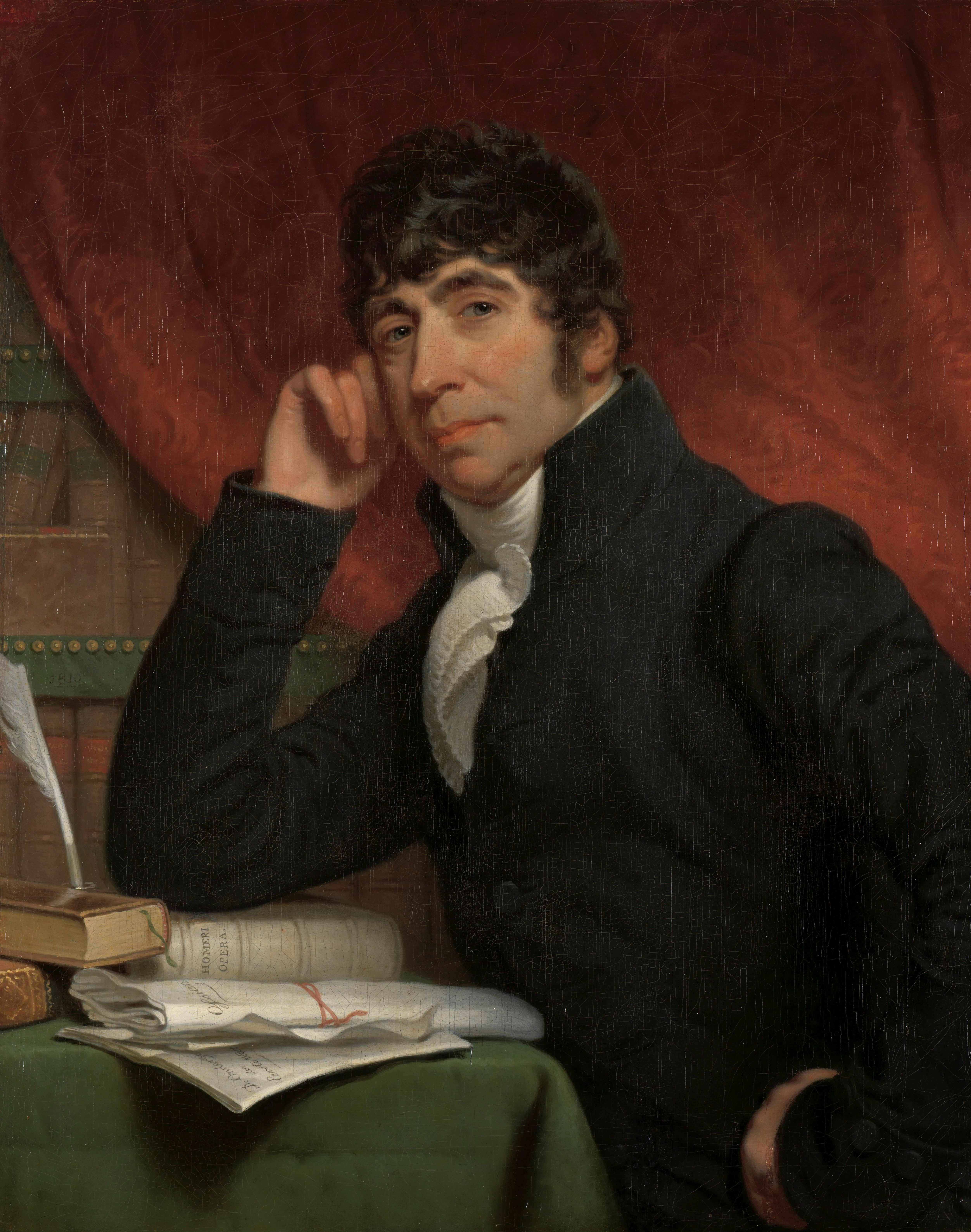
Ritratto di W. Bilderdijk, Rijksmuseum, Amsterdam

In questo panorama, lo scrittore più noto era Willem Bilderdijk (1756–1831), un intellettuale, uomo estremamente intelligente ma anche eccentrico, che visse una vita impegnata, ricca di avvenimenti, e scrisse una gran quantità di versi. Bilderdijk non si espresse attraverso il nuovo stile poetico emergente, ma il nuovo stile riuscì ugualmente a penetrare nei Paesi Bassi, in particolare con Hieronymus van Alphen (1746–1803), ricordato soprattutto come autore di poesia per bambini. Van Alphen era un esponente della scuola più sentimentale, insieme a Rhijnvis Feith (1753–1824), la cui produzione romantica è imbevuta di Weltschmerz.
Hendrik Tollens (1780–1856) unisce la potenza di Bilderdijk e la dolcezza di Feith. Tollens scrisse romanzi nazionalistici e liriche che celebravano i grandi avvenimenti della storia olandese e oggi è conosciuto soprattutto per la sua poesia "Wien Neêrlands Bloed" ("A chi ha sangue olandese"), che fu l'inno nazionale olandese fino al 1932, quando fu sostituito da "Het Wilhelmus di Filips van Marnix. Un poeta di considerevole talento, ispirato dai rapporti personali che aveva con Tollens e i suoi seguaci, fu A.C.W. Staring (1767–1840). Le sue poesie uniscono romanticismo e razionalismo.
In questo periodo nei Paesi Bassi si erano verificati importanti eventi politici. I Paesi Bassi spagnoli prima erano stati ceduti all'Austria, poi erano stati annessi alla Francia nel 1795. La Repubblica vide una rivoluzione ispirata e sostenuta dalla Francia che portò alla creazione della Repubblica Batava e del Regno d'Olanda, stati vassalli della Francia fino alla definitiva annessione francese nel 1810. Dopo la sconfitta di Napoleone a Waterloo, un villaggio nei Paesi Bassi meridionali, le province settentrionali e meridionali furono unite per un breve periodo nel Regno Unito dei Paesi Bassi. Questo periodo durò solo fino al 1830, quando le province meridionali si separarono e fu creato il Belgio. Questi fatti storici ebbero poca influenza sulla letteratura e nel nuovo stato del Belgio lo status della lingua olandese rimase ampiamente immutato, visto che le questioni relative all'istruzione erano trattate in francese.
La lingua olandese del nord resistette alla pressione esterna del tedesco, mentre all'interno superava la lunga stagnazione e si arricchiva come strumento di espressione letteraria, acquisendo molte forme nuove e colloquiali. In quel periodo non nacque nessun genio letterario olandese in nessun ramo della letteratura. Nei trenta, quaranta anni che precedettero il 1880, l'evoluzione della letteratura nei Paesi Bassi fu scorrevole e perfino lenta. Gli scrittori olandesi erano scivolati nell'uso di forme convenzionali e limitate a cui non sfuggirono neanche i talenti più grandi.
La poesia e gran parte della prosa erano dominate dalla cosiddetta scuola dei ministri, così chiamata perché tutti i maggiori scrittori erano, o erano stati, ministri calvinisti. La conseguenza fu che molte delle loro opere enfatizzavano i valori biblici e quelli domestici borghesi. Il primo esempio è Nicolaas Beets (1814–1903), che scrisse moltissimi sermoni e poesie con il suo nome vero, ma oggi è ricordato soprattutto per la sua prosa umoristica nei bozzetti di vita olandese, Camera Obscura (1839), scritti quando era studente con lo pseudonimo Hildebrand.
P.A. de Génestet (1829–1861), poeta potente e promettente, morì in giovane età. Il suo poema narrativo "De Sint-Nicolaasavond" ("La vigilia di Sinterklaas") fu pubblicato nel 1849. Anche se non colpì molto i suoi contemporanei, Piet Paaltjens (pseudonimo di François Haverschmidt, 1835–1894) è considerato uno dei pochi poeti leggibili del XIX secolo, un poeta che espresse in olandese l'ispirazione puramente romantica rappresentata da Heine.

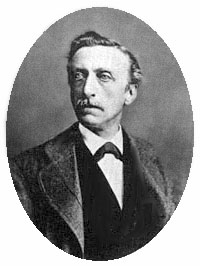
E. Douwes Dekker (Multatuli).

Sotto l'influenza del nazionalismo romantico, gli scrittori in Belgio cominciarono a riconsiderare il loro retaggio fiammingo e a darsi da fare per il riconoscimento della lingua olandese. Charles De Coster pose le fondamenta per una letteratura belga originale raccontando il passato fiammingo in romanzi storici, però scrisse le sue opere in francese. Hendrik Conscience (1812–1883) fu il primo a scrivere di argomenti fiamminghi in lingua olandese e pertanto è considerato il padre della letteratura fiamminga moderna. Una figura importante nella poesia fiamminga è Guido Gezelle (1830–1899). Prete cattolico, giornalista ed etnologo, Gezelle celebrò la sua fede e le sue radici fiamminghe servendosi di un vocabolario arcaico tratto dal fiammingo medioevale, e ciò a parziale detrimento della leggibilità. Vedi anche Letteratura fiamminga.
Quando nel 1815, con la Restaurazione, le Indie Orientali Olandesi furono restituite allo stato olandese, nei Paesi Bassi crebbe la consapevolezza sociale sull'amministrazione delle colonie e sul trattamento riservato ai loro abitanti. Una voce influente si levò dalla Indie, Multatuli (pseudonimo di Eduard Douwes Dekker, 1820–1887), il cui suo romanzo Max Havelaar (1860) costituisce un severo atto d'accusa al governo coloniale e una delle poche opere in prosa del XIX secolo considerate ancora leggibili oggi.
Tutti i principî del periodo 1830–1880 si fondono in Conrad Busken Huet (1826–1886), autorevole critico di quei giorni. In tutti quegli anni Busken-Huet era stato l'impavido e fiducioso custode delle lettere olandesi: visse abbastanza a lungo da accorgersi che stava arrivando una rivoluzione, di cui però non comprese il carattere. Ma la sua piena fedeltà al principio letterario e il suo vasto sapere sono stati onorati perfino dai più aspri rappresentanti della scuola più giovane.
Nel novembre del 1881 moriva Jacques Perk (1860-1881). Le sue poesie postume, in particolare un ciclo di sonetti, Mathilde, furono pubblicate nel 1882 e suscitarono una profonda emozione. Perk aveva rifiutato tutte le formule della poesia retorica e aveva spezzato i ritmi convenzionali. I Paesi Bassi non avevano udito una tale musicalità da duecento anni. Si formò un gruppo di giovani ispirati dall'opera di Perk, a cui si unì il poeta, romanziere e drammaturgo Marcellus Emants (1848-1923). Nel 1879 Emants aveva scritto un poema simbolico, "Lilith", che era stato considerato scandaloso e insignificante; incoraggiato dai suoi giovani ammiratori, nel 1881 Emants pubblicò un trattato che lanciava il primo attacco aperto alla vecchia scuola.

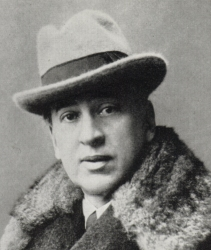
Louis Couperus.

Seguì Willem Kloos (1857–1938), che era stato editore e amico intimo di Perk e adesso era a capo del nuovo movimento. I suoi attacchi violenti all'autorità costituita nel campo dell'estetica crearono un grande scandalo. Per un certo tempo i poeti e i critici nuovi incontrarono grandi difficoltà nel farsi ascoltare, ma nel 1884 fondarono una rivista, De Nieuwe Gids ("La nuova guida"), che era in grado di lanciare una sfida diretta ai periodici della vecchia guardia. Il nuovo movimento si chiamava "Tachtigers" o "Movimento degli anni '80", con riferimento al decennio che lo aveva visto nascere. I Tachtigers sostenevano che lo stile doveva adattarsi al contenuto e che le emozioni intime e viscerali potevano essere espresse solo usando uno stile di scrittura intimo e viscerale. Ispiratori dei Tachtigers furono i poeti inglesi come Shelley e i naturalisti francesi.
Nello stesso periodo si affermò Louis Couperus (1863–1923). Couperus aveva trascorso l'infanzia a Giava e conservava nella sua personalità una certa magnificenza tropicale. I suoi primi lavori letterari furono le liriche scritte nello stile dei Tachtigers, ma Couperus si dimostrò molto più importante e duraturo come romanziere. Nel 1891 pubblicò Noodlot, tradotto in inglese con il titolo Footsteps of Fate e molto ammirato da Oscar Wilde. Couperus continuò a sfornare un romanzo importante dopo l'altro fino alla sua morte, avvenuta nel 1923. Un altro talento per la prosa lo dimostrò Frederik van Eeden (1860–1932) in De kleine Johannes ("Il piccolo Johannes", 1887) e in Van de koele meren des doods ("Dei laghi freddi della morte", 1901), un romanzo malinconico.
Dopo il 1887 la condizione della letteratura olandese moderna rimase relativamente stazionaria e verso l'ultimo decennio del XIX secolo era decisamente in declino. Nel 1889 un nuovo poeta, Herman Gorter (1864–1927), si fece conoscere con un poema epico, Mei ("Maggio"), eccentrico per prosodia e tema trattato. Dopo il riconoscimento ottenuto da Gorter, però, nessun talento veramente notevole si è affermato nella poesia olandese, con l'eccezione di Pieter Cornelis Boutens (1870–1943), la cui raccolta poetica Verzen ("Versi", 1898) fu accolta con grande rispetto.
Kloos raccolse le sue poesie nel 1894. Gli altri, con l'eccezione di Couperus, mostrarono di sprofondare nel silenzio. L'intera scuola, adesso che la lotta per ottenere riconoscimento era conclusa, riposava sui suoi trionfi e presto si limitò alla ripetizione dei suoi vecchi esperimenti.
Alla fine del secolo il più importante drammaturgo era Herman Heijermans (1864–1924), uno scrittore caratterizzato da forte realismo e tendenze socialiste che traghettò il teatro olandese nei tempi moderni. La sua opera più famosa, rappresentata ancora oggi nei teatri, è la tragedia La buona speranza (ned. Op hoop van zegen).

## Il XX secolo
Come nel resto d'Europa, i Paesi Bassi del XIX secolo non videro cambiamenti significativi fino alla prima guerra mondiale (1914–1918). Il Belgio fu invaso dall'Impero Tedesco e i Paesi Bassi dovettero fronteggiare gravi difficoltà economiche a causa della loro politica di neutralità e il conseguente isolamento politico, pressati tra i due stati belligeranti.
La società belga e quella olandese emersero dalla guerra pillarizzate, cioè con una struttura a "pilastri": ogni movimento religioso e ideologico (protestanti, cattolici, socialisti e liberali) rimaneva indipendente rispetto all'altro, ciascuno operando attraverso i suoi giornali, riviste, scuole, organizzazioni radiotelevisive e così via, in una specie di segregazione auto-imposta. Questa situazione influenzò i movimenti letterari, visto che gli scrittori si raccolsero intorno alle riviste letterarie di ciascuno dei quattro "pilastri" (solo tre in Belgio, dove il protestantesimo non ha mai messo radici).
- Ferdinand Bordewijk
- Jan Campert
- Hendrik de Vries
- E. du Perron
- Willem Elsschot
- Eugène van Herpen (Maurits Jacob Vles; Frateco)
- Adriaan Roland Holst
- Hendrik Marsman
- Nescio
- J. van Oudshoorn
- Jan Jacob Slauerhoff
- Menno ter Braak
- Jacobus van Looy
- Arthur van Schendel
- Simon Vestdijk

### Letteratura contemporanea (dal 1945 a oggi)
Molto noto il Diario di Anna Frank.
Segue una lista di autori.
- Gerrit Achterberg
- J. Bernlef
- Remco Campert
- Jules Deelder
- Hella Haasse
- Anna Frank
- Willem Frederik Hermans
- Gerrit Komrij
- Rutger Kopland
- Rudy Kousbroek
- Gerrit Krol
- Hans Lodeizen
- Lucebert
- Geert Mak
- Harry Mulisch
- Cees Nooteboom
- Connie Palmen
- Gerard Reve
- Tommy Wieringa
- Maarten 't Hart
- H.H. ter Balkt
- A.F.Th. van der Heijden
- M. Vasalis
- Vijftigers
- J.J. Voskuil
- Adriaan van Dis
- Jacques Vriens
- Leo Vroman
- Jan Wolkers
- Rodaan Al Galidi[1], primo scrittore olandese a vincere il Premio letterario dell'Unione europea, nel 2011, col romanzo De autist en de postduif